# Jovan Avakumović
Jovan Avakumovic (Belgrado, 1º gennaio 1841 – Rogaska Slatina, 3 agosto 1928) è stato un politico serbo, membro del partito liberale e primo ministro del Regno di Serbia dal 22 agosto 1892 al 13 aprile 1893 e successivamente dall’11 giugno al 4 ottobre 1903.

## Biografia
Dopo essersi laureato in Giurisprudenza all'Università di Belgrado, studiò in Germania, Francia e Svizzera.
Nel 1875 viene nominato sindaco di Belgrado e successivamente, durante il governo di Stevča Mihailović, capo della polizia. Durante il governo di Jovan Ristić è per un breve periodo Ministro della Giustizia.
Dal 1881 al 1887 è giudice della Corte di Cassazione, carica che lascia per tornare nuovamente a capo del Ministero della Giustizia.
Nel 1892 viene nominato primo ministro, carica che ricopre per meno di un anno. Tornerà alla guida del governo subito dopo l'assassinio del re Aleksandar Obrenovic e della regina Draga Masin il 29 maggio 1903.
Durante la prima guerra mondiale l'esercito austriaco lo catturò e lo deportò nel campo di prigionia di Cegled (in Ungheria) e poi a Hicing. Dopo la fine della Grande Guerra si ritirò dalla vita politica.